# Дневник.ру
Дневник.ру  — российская IT-компания в сфере образовательных технологий. По собственным утверждениям, компания занимается разработкой единой электронной образовательной среды для учителей, учеников, родителей и органов государственного управления.
Компания основана в 2007 году предпринимателями Гавриилом Леви и Александром Зубковым (через несколько лет Александр, как он сам сообщает в своем блоге, постепенно отошёл от дел из-за потери интереса). Головной офис расположен в Санкт-Петербурге. Известно, что по состоянию на 2013 год порядка 28 000 школ в РФ были подключены к платформе. Во многих регионах России, государственная услуга получения информации об успеваемости ребёнка портала «ГосУслуги» реализуется через «Дневник.ру», а авторизация в платформе возможна с использованием учётной записи пользователя портала «ГосУслуги».

## История проекта
Разработка проекта была начата в 2007 году. В 2008 году «Дневник.ру» впервые представлен на выставке «Российский образовательный форум». В 2009 году закончилось бета-тестирование главного продукта компании — цифровой образовательной платформы «Дневник.ру» — и началось активное подключение школ.
В 2011 году «Дневник.ру» получил первый транш венчурных инвестиций 1,7 млн долларов от фонда Prostor Capital. В 2012-м второй транш инвестиций от фонда Runa Capital составил 5 млн долларов.
В 2012 году компания стала резидентом инновационного Фонда «Сколково».

## Награды и премии
- «Дневник.ру» три раза получал «Премию Рунета»: в 2010-м[10] и 2011 годах[11] в номинации «Учительский интернет-проект года», а в 2012 году в номинации «Электронное государство в информационном обществе»[12].
- В апреле 2012 года «Дневник.ру» получил премию World Summit Awards как победитель в категории E-Learning & Education[13].
- В 2013 году компания получила премию «Technology Pioneer» по версии World Economic Forum[14].
- В 2016 году проект «Дневник.ру» признан лучшим в сфере образовательных технологий на международном конкурсе Edtech x Europe[15].